# Carlos Vial Infante
Carlos Vial Infante (Villa de Berck, 8 de octubre de 1892-Santiago, 6 de marzo de 1986) fue un ingeniero civil, empresario y político chileno, miembro del Partido Liberal (PL). Se desempeñó como ministro de Estado —en la cartera de Defensa Nacional— durante el gobierno del presidente Jorge Alessandri entre 1958-1961 y 1963-1964.

## Familia y estudios
Nació en la villa de Berck, Francia; el 8 de octubre de 1892, hijo de Clarencia Aurora Ricania Demetria Infante Concha y del militar y político Juan de Dios Gerónimo Vial Guzmán, quien fuera diputado, y ministro de Hacienda durante el gobierno del presidente José Manuel Balmaceda. Alberto, uno de sus siete hermanos, actuó como diputado en 1924 y como senador entre 1926 y 1932, en representación del Partido Conservador. Realizó sus estudios primarios y secundarios en el Colegio San Pedro Nolasco de Santiago. Continuó  los superiores en la Pontificia Universidad Católica de Chile (PUC), entidad desde donde se tituló como ingeniero civil a mediados de la década de 1910.
Se casó en Santiago el 25 de noviembre de 1916 con Julia Amelia Correa García (hija de Paulina García Vidaurre y de José Correa Sanfuentes, quien fuera regidor de Mostazal entre 1904 y 1907), con quien tuvo dos hijos: Carlos y Amelia. El primero, de profesión ingeniero agrónomo, sería alcalde de la comuna de Pirque, en representación del Partido Liberal (PL).

## Actividad privada
Trabajó activamente en el sector privado, siendo socio de la firma Constructora Saa Vial, y ocupando el puesto de presidente del directorio de diversas empresas, como la Compañía Sudamericana de Vapores y el Banco Sud Americano. También, ejerció como director del Banco Central, de la Compañía de Petróleos de Chile (Copec) y de la Compañía de Seguros "La Marítima". En 1937, encargó al arquitecto Fernando de la Cruz la construcción de la mansión que actualmente pertenece a la Universidad Finis Terrae en la Avenida Pedro de Valdivia de Santiago.
Por otra parte, fue propietario del fundo "El Llano de Pirque", en la comuna de Pirque, avaluado en 470.000 pesos en 1908.

## Actividad pública
Militante del Partido Liberal (PL), el 3 de noviembre de 1958 formó parte del primer gabinete del presidente Jorge Alessandri, específicamente a cargo de la cartera de Defensa Nacional. Dejó dicha secretaría de Estado el 25 de abril de 1961, pero volvió a ella el 26 de septiembre de 1963, permaneciendo hasta el final de la administración el 3 de noviembre de 1964.
Entre otras actividades, fue socio del Club de La Unión, de la Sociedad Nacional de Agricultura (SNA), del Club de Golf Los Leones, del Club Hípico de Santiago y del Automóvil Club de Chile. Falleció en Santiago de Chile el 6 de marzo de 1986, a los 93 años.